# Lesňáček severní
Lesňáček severní (Setophaga magnolia) je zpěvný pták z čeledi lesňáčkovitých.

## Popis
Lesňáček severní měří 11 až 13 centimetrů na délku. Dospělí jedinci váží 6,6 až 12,6 gramů. Neroztáhlé křídlo je 5,4 až 6,4 cm dlouhé, ocas měří 4,6–5,2 centimetrů a zobák je 0,8 až 1 cm dlouhý.

### Potrava
Tento lesňáček obvykle konzumuje jakékoli členovce, většinu potravy však tvoří housenky. Jejich potravu tvoří také různé druhy brouků, motýlů a pavouků, konzumuje také ovoce a nektar.

## Ochrana
Lesňáček severní je organizací IUCN označen jako málo dotčený taxon díky velké oblasti rozšíření, tudíž mu nehrozí riziko vyhynutí.